# 효령 사공씨
효령 사공씨(孝令司空氏)는 대구광역시 군위군 효령면을 본관으로 하는 한국의 성씨이다.

## 역사
효령 사공씨(司空氏)의 시조 사공도(司空圖)는 당나라 희종(僖宗) 때 예부시랑(禮部侍郞)을 지냈다. 사공도는 897년(신라 효공왕 1년)에 황소의 난을 피하여 일가족과 동료 7학사를 데리고 신라로 동래(東來)하여 당문화(唐文化) 보급에 앞장섰다. 난이 평정되자 사공도는 당으로 돌아갔고 남은 가족들의 후예가 사공씨의 계통을 이어받았다.
그 후의 계대(系代)가 불분명하여 고려 충숙왕(忠肅王) 때 봉익대부(奉翊大夫)로 판의시사(判儀시事)를 지내고 나라에 공(功)을 세워 효령군(孝令君)에 봉해진 사공중상(司空仲常)을 1세조로 한다.

## 본관
효령(孝令)은 경상북도 군위군(軍威郡) 효령면 일대의 옛 지명이다. 신라 때 모혜현(芼兮縣)이 설치되었다가, 757년(신라 경덕왕 16)에 효령현(孝靈縣)으로 이름을 바꾸어 숭선군(崇善郡)의 관할이 되었다. 1018년(고려 현종 9) 효령현이 상주목(尙州牧)에 속하였다가 1143년(인종 21) 일선현(一善縣) 소속으로 개편되었고, 1390년(공양왕 2) 군위현에 병합되어 감무가 파견되었다. 《세종실록지리지》에 효령(孝靈)의 성으로 유(劉)·사공(司空) 2성이 기록되어 있다. 1914년 군위군 효령면이 되었다.

## 인물
- 사공실(司空實) : 사공중상(仲常)의 아들. 자는 백단(伯亶). 1353년(고려 공민왕 2년) 병과 2위로 문과에 급제하여, 광흥창사(廣興倉使)와 대호군(大護軍)을 지내고 한림박사(翰林博士)로 문장(文章)과 덕행(德行)을 떨쳐 「동방명현록(東方名賢錄)」에 수록되었다.
- 사공민(司空敏) : 사공실의 아들. 고려 우왕의 장인인 최영(崔瑩) 장군의 사위다. 공민왕과 창왕 대에 걸쳐 사복시정(司僕寺正)과 삼사 부윤(三司府尹)을 지내고 숭록대부(崇祿大夫)로 문하시중(門下侍中)에 이르렀으나 고려의 국운(國運)이 기울자 벼슬을 버리고 향리(鄕里)로 돌아가 절의(節義)를 지켰다. 사공민(司空敏)의 사위는 남양 홍씨 창사공(倉使公) 홍계강(洪季康)이다.
- 사공달(司空達) : 사공민의 아들. 개성유수(開城留守)를 지냈다.
- 사공주(司空周) : 사공달의 아들. 조선(朝鮮)조에 자헌대부(資憲大夫)로 성균관사(成均館事)에 올랐으나 세조(世祖)가 왕위찬탈의 음모를 꾸미자 낙향하여 세조가 있는 북쪽을 향해 앉지도 않았다고 한다.
- 사공발(司空發) : 사공주(周)의 아들. 문종(文宗) 때 통훈대부(通訓大夫)에 올랐으나 강직(剛直)한 성품으로 직간(直諫)을 하다가 미움을 받자 벼슬을 버리고 학문연구와 후진양성에 진력했으며, 슬하에 아들 3형제를 두어 이들이 종파(宗派)·중파(仲派)·계파(季派)로 갈라져 가문의 중추(中樞)를 이루었다.
- 사공비 : 성종(成宗) 때 선무랑(宣務郞)으로 개성부 직장(開城府直長)을 지냈다.
- 사공회(司空誨) : 선조(宣祖) 때 사재감첨정(司宰監僉正)
- 사공선(司空銑) : 훈련원 봉사(訓鍊院奉事)
- 사공용(司空鎔) : 평구도찰방(平丘道察訪)
- 사공습(司空習) : 군자감직장(軍資監直長)
- 사공양(司空亮) : 사공습의 아들. 형조정랑(刑曹正郞)을 역임하였다.
- 사공기(司空琦) : 홍문관 부응교(弘文館副應敎)
- 사공지(司空祉) : 찰방 사공용(鎔)의 손자. 숙종(肅宗) 때 용양위 부호군(龍양衛副護軍)을 역임.
- 사공우(司空祐) : 동지중추부사(同知中樞府事)
- 사공균(司空均) : 첨지중추부사(僉知中樞府事)
- 사공현(司空鉉) : 순조(純祖) 때의 병마절제사(兵馬切除使)
- 사공억(司空檍, 1805년 ~ 1841년) : 조선 후기 문신, 유학자. 호는 다천(茶泉)이다. 경상도 적라(赤羅: 현 군위군) 구택리(鳩澤里)에서 태어났다. 증조부는 사공장(司空墇)이며, 조부는 사공준(司空焌)이고, 부친은 사공수(司空洙)이다. 외조부는 홍하원(洪夏源)이고, 처부는 이상회(李尙晦)이다. 1840년(헌종 6) 경자(庚子) 식년시(式年試) 진사(進士) 2등으로 합격하여, 장악원정(掌樂院正 : 정3품)을 역임하였다. 37세의 젊은 나이에 세상을 떠났다. 저서로 『다천선생문집(茶泉先生文集)』 2책이 있다.

- 사공영진(司空永振, 1958년 ~ ) : 제43대 대구고등법원장을 역임하였다.

## 과거 급제자
고려 문과
- 사공실(司空實) : 고려 공민왕 2년(1353년) 병과(丙科) 2위[3]

생원시
- 사공도(司空鍍, 1769년生) : 조선 순조 16년(1816년) 식년시 3등

진사시
- 사공간(司空榦, 1811년生) : 조선 헌종 1년(1835년) 증광시 3등
- 사공회(司空澮, 1800년生) : 조선 헌종 6년(1840년) 식년시 3등
- 사공억(司空檍, 1805년生) : 조선 헌종 6년(1840년) 식년시 2등

## 항렬자
| 21世   | 22世   | 23世   | 24世   | 25世   | 26世   | 27世   | 28世   | 29世   | 30世   | 31世   | 32世   |
| ------ | ------ | ------ | ------ | ------ | ------ | ------ | ------ | ------ | ------ | ------ | ------ |
| 현(鉉) | 영(永) | 상(相) | 병(炳) | 규(圭) | 진(鎭) | 수(洙) | 계(桂) | 열(烈) | 재(在) | 석(錫) | 문(汶) |

## 인구
- 1985년 효령 사공씨(739가구, 2,828명) + 군위 사공씨(168가구, 730명) = 3,558명
- 2000년 효령 사공씨(867가구, 2,664명) + 군위 사공씨(493가구, 1,639명) = 4,307명
- 2015년 효령 사공씨 2,723명 + 군위 사공씨 1,574명 = 4,297명